# Han Römer
Han Römer (Amsterdam, 16 agosto 1948) è un attore e sceneggiatore olandese, uno dei cinque figli dell'attore Piet Römer e Penina Siebers assieme ad Anne, Peter, Bart e Paul Römer.

## Carriera
Römer è apparso in numerose serie televisive, tra cui Citroentje met suiker, Steil achterover e Familie van der Ploeg, di cui ha scritto l'ultima serie. Römer è membro di De Ploeg, una compagnia comica, insieme a Joep van Deudekom, Peter Heerschop e Viggo Waas di Niet Uit Het Raam, Genio de Groot e Titus Tiel Groenestege. Nel 2007 Römer è apparso anche, insieme a Peter Heerschop e Viggo Waas, in Najib wordt wakker (VARA) di Najib Amhali.
È stato inoltre regista, tra gli altri, di De Wind in de Wilgen (con il padre Piet Römer che interpreta il ruolo principale) e Grensgevallen (2006, adattamento di un romanzo di Peter Høeg al Theater Oostpool). Ha altresì tradotto, tra gli altri, L'opera da tre soldi (2000, Noord Nederlands Toneel) e Serial Killers (2007, Kikproductions). Dirige anche i programmi teatrali di Niet Uit Het Raam. Nell'estate del 2021 ha interpretato il ruolo di Egbert Winkelman nella serie giovanile Hoe mijn goede ouders in de jail beraden.

## Filmografia

### Cinema
- Bekende gezichten, gemengde gevoelens (1980)
- Dantons dood, regia di  Mark Timmer – film TV (1986)
- De orionnevel, regia di Jurriën Rood (1987)
- Een dubbeltje te weinig, regia di André van Duren (1991)
- Fl. 19,99, regia di Mart Dominicus (1998)
- Klem in de draaideur, regia di Peter de Baan (2003)
- Het wapen van Geldrop, regia di Thijs Römer (2008)
- De overloper, regia di Pieter van Rijn – film TV (2012)

### Televisione
- Citroentje met suiker – serie TV (1972-1974)
- Willem van Oranje – miniserie TV (1984)
- Reagan: Let's Finish the Job – serie TV (1986)
- Medisch Centrum West – serie TV (1988)
- Steil achterover – serie TV (1989)
- Weekend – serie TV (1992)
- Coverstory – serie TV (1993-1994)
- 12 steden, 13 ongelukken – serie TV (1994-1996)
- Ik ben je moeder niet – serie TV (1996)
- Baantjer – serie TV (1997)
- Wij Alexander – serie TV  (1998)
- De aanklacht – serie TV (2000)
- Familie van der Ploeg – serie TV (2002)
- Russen – serie TV (2002)
- Iedereen is gek op Jack – serie TV (2011)
- 't Schaep met de 5 pooten – serie TV (2013)
- Zwarte tulp – serie TV (2016)
- Sinterklaasjournaal – serie TV (2018)
- Hoe mijn keurige ouders in de bak belandden – serie TV (2021)
- Oogappels – serie TV (2021)
- Eén grote familie – serie TV (2023-2025)